# Chitty Chitty Bang Bang (brano musicale)
Chitty Chitty Bang Bang è la canzone principale del film Citty Citty Bang Bang del 1968.
È stata nominata per l'Academy Award. 
Nel film viene cantata per tre volte da Dick Van Dyke e Sally Ann Howes e i loro figli. Nella versione italiana la voce di Stella è di Tina Centi.  "Chitty Chitty Bang Bang" viene anche cantata nella versione teatrale "Chitty the Musical". Versioni cover molto conosciute sono dei The Shadows che pubblicarono una versione strumentale nel 1997 nell'album The Shadows at Abbey Road: Le Collectors Edition, di Percy Faith e The Chipmunks (entrambe del 1969) e di Franck Pourcel nel 1976.

## Compositori
La canzone fu scritta da Robert B. Sherman e Richard M. Sherman (conosciuti anche come i "Fratelli Sherman").

## Parodie
- La canzone viene parodiata in un episodio di South Park It Hits the Fan cantata dal signor Garrison.
- Insieme ad un'altra canzonce di Dick Van Dyke (Cam-cam-inì spazzacamin), Jim Carrey fa una parodia durante il film  Ace Ventura: missione Africa.
- Marilyn Manson ha cantato una canzone chiamata 'Shitty Chicken Gang Bang' (un'ovvia allusione alla canzone originale) nel suo album Smells Like Children.